# 浙江大学光华法学院

学院徽章

浙江大学光华法学院是隶属于浙江大学的一所学院，前身是1945年成立的浙江大学法学院。现属于社会科学学部，院址位于杭州六和塔附近的浙江大学之江校区。

## 历史
浙江大学法学院创建于1945年，首任院长为李浩培，至今有六十多年的历史。1952年院系调整时，原浙江大学成为单一的理工科大学，并在原浙江大学人文社会学科的基础上组建了浙江師範學院（後發展爲杭州大学）。1980年杭州大学重建法律系，1995年成立杭州大学法学院，胡建淼担任院长兼法律系主任。1996年起孙笑侠担任法律系主任。
1998年四校合并后，1999年7月浙江大学任命孙笑侠任副院长负责筹建浙江大学新法学院，由原四校近十个相关单位合并组建，下设法律系、政治系与行政学系、思想政治教育系、社会学系和人口与社会发展研究所。2000年7月至2004年7月，李龙担任法学院院长，孙笑侠任副院长。2005年7月起孙笑侠任常务副院长。
2006年9月25日，浙江大学与光华教育基金会达成合作协议（基金会捐资一亿元人民币），光华法学院于2007年正式冠名成立。协议书中规定了光华法学院的宗旨为「为了推进法治建设，培养具有“法律专业典范、追求社会公义”素质的第一流法律人，光华教育基金会捐资浙江大学建设一座具有国际一流水平的法学院」。
著名法学教授王泽鉴、安守廉、刘铁铮、吴志攀、孙笑侠、陈长文、季卫东、张文显、胡建淼、罗卫东被浙江大学聘请组成光华法学院教授委员会，陈长文担任委员会主席。

## 现状
学院现有约1500名学生，有50多位全职教师，其中教授18位，副教授20位，讲师9位，具有博士学位者占58%。
现有法学理论、法律史、宪法与行政法、刑法、民商法（其中包括知识产权法）、经济法、诉讼法、环境与资源法、国际法共9个硕士点，实行弹性学制2-3年。另外还设有法律硕士（JM）专业学位授予点，学制3年。设有宪法与行政法学、法学理论、法律经济学3个博士点，学制3年。
现任院长由浙大副校长罗卫东教授兼任。